# Protestas electorales en Irán de 2009
Tras las elecciones presidenciales en Irán de junio de 2009, se llevaron a cabo protestas en Teherán y otras importantes ciudades en Irán y de todo el mundo contra el presunto fraude electoral y en apoyo del candidato de la oposición Mir Hosein Musaví y Mehdí Karrubí. En respuesta, otros grupos se han manifestado en Teherán en apoyo a la supuesta victoria de Mahmud Ahmadineyad. Las protestas en curso han recibido varios títulos, como "Revolución Verde", debido al color usado durante la campaña electoral por Musaví; "Revolución del Parque de la Libertad"[cita requerida], debido a la ubicación de las protestas en Teherán; "Despertar Persa" también ha sido utilizado por algunos comentaristas iraníes y también por los manifestantes[cita requerida]. En medios gubernamentales iraníes opuestos a las protestas, estas son conocidas como «la fitna del 88» (por el año 1388 del calendario persa, coincidente con 2009-2010: فتنه ۸۸, trsc. fetné-ye hashtad o hasht).
Algunos analistas consideran los resultados electorales como un golpe de Estado dentro del propio Estado
 (o "کودتای ۲۲ خرداد" en persa). Las protestas han sido consideradas como la Revolución de Facebook/Twitter, una referencia a la importancia de las redes sociales digitales en las protestas.
Los tres candidatos de la oposición han afirmado que los votos fueron manipulados y las elecciones fueron fraudulentas, y los candidatos Mohsén Rezaí y Musaví han presentado denuncias oficiales. Musaví ha proclamado que "no se rendirá a esta manipulación" y presentó un recurso oficial contra el resultado al Consejo de Guardianes el 14 de junio.
El líder supremo iraní, ayatolá Ali Jamenei declaró la victoria como de "voluntad divina", y le pidió a la nación que se una tras Ahmadineyad, aunque luego ordenó una investigación sobre las alegaciones de fraude electoral. Refiriéndose a la carta de apelación acerca de las irregularidades presentada por Musaví, Jamenei dijo que "el Consejo de Guardianes ha hecho hincapié en llevar a cabo una investigación sobre lo descrito en este carta con cuidado". Musaví no es optimista en cuanto a su apelación, denunciando que muchos de los miembros del grupo "no fueron imparciales durante las elecciones".
Ahmadineyad describió las elecciones como unas "completamente libres" y su resultado como una "gran victoria para Irán", desestimando las protestas en contra de las elecciones, comparándolas con "las pasiones [que surgen] después de un partido de fútbol".
La policía y el grupo paramilitar denominado Basiŷ han reprimido violentamente las protestas, disparando contra la multitud; así como también con el uso de porras, gas pimienta, y otras armas.
Se ha confirmado la cifra de veinte muertos durante las protestas. Algunos activistas extranjeros han participado en ataques DoS contra proveedores de servicio web para Irán, sin embargo sus acciones han sido objeto de críticas ya que, intentando afectar el acceso del gobierno a Internet se afecta también el acceso a los manifestantes. Por su parte las autoridades iraníes cerraron las universidades de Teherán, bloquearon los sitios web, las transmisiones de mensajes de texto por teléfono móvil, y prohibieron los mítines.

## Secuencia de eventos

### 13 y 14 de junio
Los enfrentamientos entre la policía y los grupos que protestaban los resultados de las elecciones iniciaron desde temprano en la mañana del sábado. Las protestas al inicio fueron pacíficas, mas se tornaron violentas a medida que pasaban las horas. La multitud que protestaba en Teherán irrumpió en tiendas, destruyeron señales y rompieron ventanas. En los que se consideran los peores disturbios civiles en Irán durante más de una década, los manifestantes prendieron fuego a neumáticos fuera del edificio del Ministerio del Interior y otros formaron una cadena humana de alrededor de 300 personas para cerrar una de las principales calles de Teherán.
Fuentes anónimas señalaron que fuentes de la policía irrumpieron en la sede del Frente de Participación Islámica de Irán y detuvieron a un número indeterminado de personas.
El 14 de junio las protestas habían crecido considerablemente y se habían tornado más violentas. La quema de autobuses, vehículos de motor y botes de basura bloquearon varias calles y carreteras en Teherán, además de varias de las rutas que conducen a la ciudad. Los manifestantes atacaron tiendas, oficinas gubernamentales, estaciones de policía, vehículos de la policía, gasolineras y bancos. Varios disturbios también estallaron tras manifestaciones pacíficas en la Universidad de Teherán, la Universidad Amirkabir, y la Universidad Shahid Beheshti, donde los estudiantes iniciaron la quema y destrucción de diversos edificios y objetos de todo el campus. La Calle Valiasr se llenó de manifestantes y jóvenes estudiantes quienes atacaron a los funcionarios de la guardia islámica. La policía había instalado una barricada alrededor del Aeropuerto Internacional de Mehrabad y Aeropuerto Internacional Imán Jomeini por temor a que los manifestantes estuvieran planeando atacarlos y también ha bloqueado todas las calles que conducen a la Secretaría de Gobernación, donde los manifestantes quemaron neumáticos fuera del edificio y lanzaron piedras y cócteles molotov.
En un intento por sofocar las protestas, muchos sitios de Internet han sido bloqueados, sobre todo los sitios de redes sociales tales como Facebook, YouTube, Twitter, los sitios web de medios de comunicación foráneos y los sitios de movimientos políticos reformistas. Tanto los servicios de mensajería electrónica, y las llamadas internacionales desde Teherán fueron bloqueados, y el domingo en la tarde, los servicios de telefonía celular habían sido desactivados.
Reporteros de la televisión pública italiana RAI declararon que uno de sus intérpretes fue golpeado con palos por la policía antidisturbios y que agentes confiscaron las cintas con las grabaciones de las incidencias. También varios camarógrafos de la BBC fueron golpeados y detenidos por funcionarios de la policía y han confiscado sus cintas.
A mediados del día, las protestas se extendieron a Ahwaz, Shiraz, Gorgan, Tabriz, Rasht, Babol, y Mashhad, y a medida que pasaban las horas aumentaban en tamaño. El 14 de junio, las protestas a gran escala había estallado en una plaza céntrica de Isfahán. Las protestas se presentan en Zahedan, Qazvin, Sari, Karaj, Tabriz, Shahsavar, Orumieh, Bandar Abbas, Arak, Birjend. Debido a que la policía antidisturbios se limita principalmente a Teherán, la guardia islámica y la milicia han sido enviados a sofocar las protestas en otras ciudades.

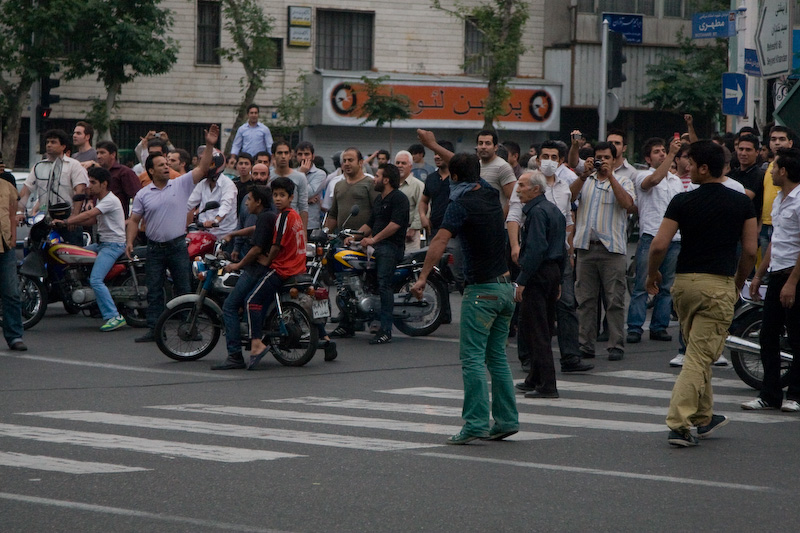
Manifestantes en Teherán, 13 de junio de 2009.

Al Jazeera ha descrito la situación como los "mayores disturbios desde la revolución de 1979". También reportó que las protestas parecen surgir de manera casi espontánea y sin organización formal alguna.
El 13 de junio, el historiador y experto en temas de Oriente Medio y Asia meridional Juan Cole comentó que "las manifestaciones públicas contra el resultado [electoral] no parecen ser tan grandes... los reformistas siempre han cedido espacio político en Irán cuando son desafiados por partidarios de la línea dura, en parte porque nadie quiere revivir el horrible Gran Terror de la década de 1980 después de la revolución, cuando las luchas entre facciones llenaron las calles de sangre". El periodista independiente Michael Totten señaló ese día que "Teherán ya luce como una zona de guerra", y comparó a Ahmadineyad con Baghdad Bob.
De acuerdo con lo informado por Ynetnews, hasta el 14 de junio, dos personas han muerto en los disturbios.

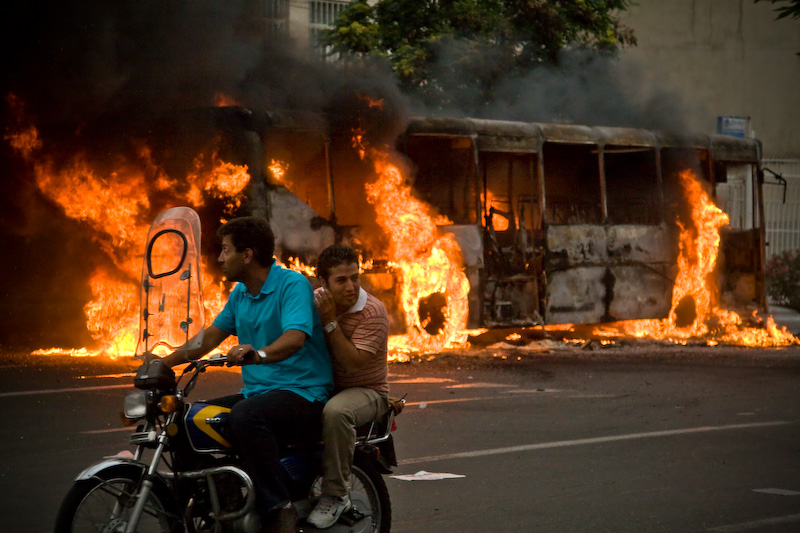
Autobús encendido en llamas durante las protestas en Teherán, 13 de junio de 2009.

Durante la noche entre los días 14 y 15, 15 estudiantes fueron severamente heridos por la policía en los dormitorios de la Universidad de Teherán, donde los estudiantes se reunían. EL 14 de junio, 120 miembros de la facultad de la Universidad de Tecnología Sharif renunciaron en protesta por el presunto fraude electoral y protestaron en contra de la reelección presidencial de Ahmadineyad.

#### Arrestos
Las autoridades iraníes arrestaron a más de 100 prominentes líderes antigubernamentales durante las manifestaciones, entre ellos Abdolfattah Soltaní,  Abdolreza Tayik, Saíd Hayyarián, y el exvicepresidente iraní Mohammad Alí Abtahí.

#### Manifestación en apoyo a Ahmadineyad
El 14 de junio, decenas de miles de personas se reunieron en una zona céntrica de Teherán para celebrar la reelección del presidente Mahmud Ahmadineyad.

### 15 de junio

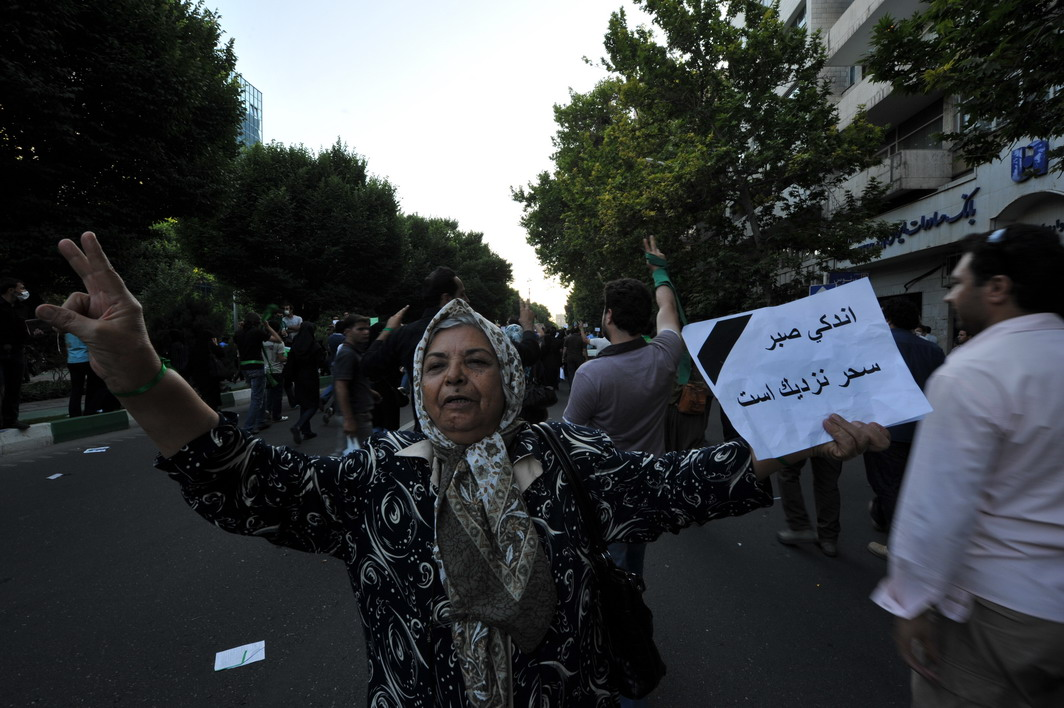
Un manifestante sostiene un cartel que dice "¡Tenga paciencia! La mañana llegará..."

El 15 de junio, Musaví hizo su primera aparición postelectoral ante cientos de miles de sus partidarios en una manifestación en Teherán, a pesar de haber sido advertidos por oficiales gubernamentales de la ilegalidad de ese tipo de reuniones. La multitud reunida tenía una extensión de cinco millas (9 km). Hubo disparos por parte de milicias pro-gobierno, asesinando a siete manifestantes. Supuestamente los disparos se hicieron en reacción a ataques de la multitud a un puesto de vigilancia de la policía. Las autoridades iraníes han detenido a un hombre relacionado con el tiroteo. Las milicias pro-gubernamentales del Basiŷ permanecieron en gran medida al margen después de haber sido sorprendidos por la magnitud de las multitudes que protestaban.
Algunas manifestaciones de menor escala se llevaron a cabo en otras ciudades iraníes.
Los manifestantes se reunieron en la Plaza de la Libertad en Teherán, con las consignas "Muerte al dictador", en un fuerte rechazo a los resultados de las elecciones, al mismo tiempo, cantando "¡Musaví! ¡Musaví!" en apoyo del ex primer ministro y el uso de consignas que datan de la Revolución Islámica de 1979. La gente también gritaba "Dios es Grande" ( "Allahu Akbar") desde los techos de sus viviendas, y los jóvenes se han movido alrededor de la ciudad con lazos verdes en apoyo de Musaví.
Fueron realizadas protestas continuaron en todo el mundo. En Montreal, en la Place des Art. En Kuala Lumpur, Malasia, la policía disparó gas lacrimógeno para disolver una protesta frente al edificio de las Naciones Unidas. Cientos de iraní-estadounidenses protestaron en Chicago el 16 de junio en apoyo a los iraníes que viven en Irán. Cientos de expatriados iraníes daneses se reunieron en una manifestación de apoyo a Musaví en Copenhague.

### 16 de junio

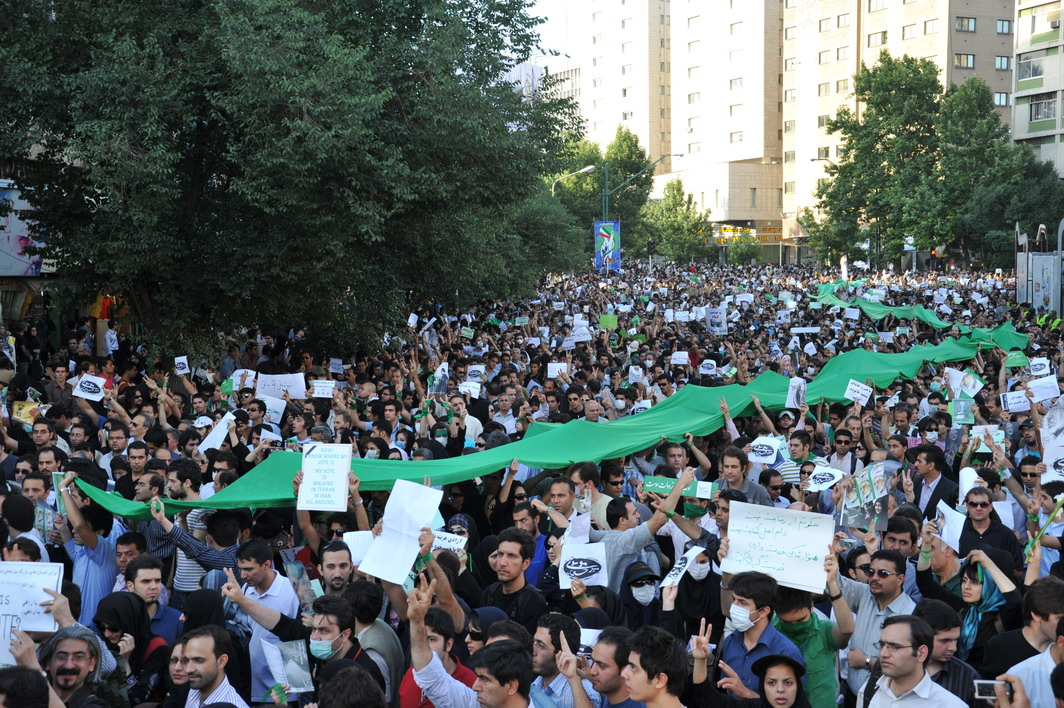
Manifestantes en Teherán, 16 de junio.

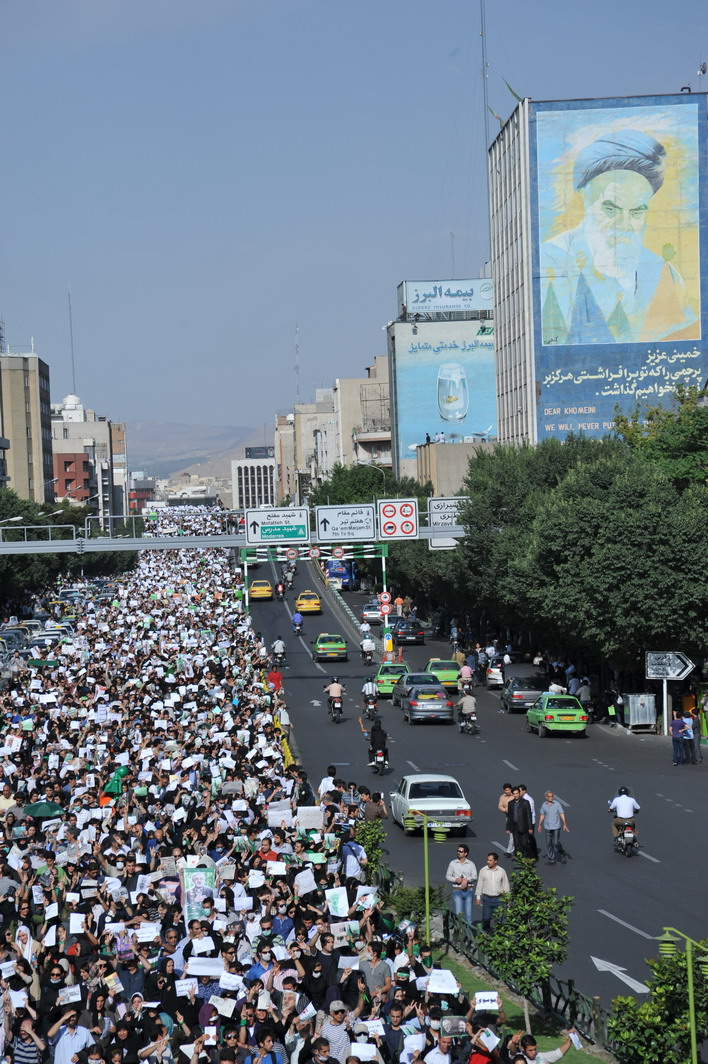
Manifestaciones en Teherán, 16 de junio.

El 16 de junio, miles de personas iniciaron nuevas concentraciones masivas en las calles de Teherán, produciéndose protestas aún mayores que el lunes anterior. El Consejo de Guardianes expresó el martes que estaba dispuesto a ordenar solo un recuento parcial, descartando una anulación de la votación. La propuesta fue rechazada por el principal candidato de la oposición, Mir Hosein Musaví, exigiendo la realización de una nueva elección.
Debido a las dificultades encontradas por los reporteros extranjeros, en los centros de medios internacionales aún no elaboraron un detallado informe sobre las manifestaciones. Sin embargo, las imágenes emitidas en diversas redes de Internet inmediatamente después de que se llevó a cabo, demuestran la violencia ejercida sobre la multitud de manifestantes.
Más de 120 profesores de la Universidad de Teherán renunciaron a sus cargos bajo protesta por la violencia ejercida contra los estudiantes que se sumaron a las protestas después de que las fuerzas de seguridad allanaron violentamente sus dormitorios en las universidades.

### 17 de junio
Durante el encuentro deportivo en el que la selección de fútbol de Irán jugó contra el equipo de Corea del Sur en Seúl, algunos miembros del equipo iraní llevaron brazaletes verdes durante la primera mitad del partido, pero debido a amenazas y presiones por parte del gobierno iraní, se vieron obligados a retirar sus emblemas pro- Musaví en la segunda mitad del encuentro. Sólo Mehdí Mahdaví-Kiá continuó llevando el símbolo en apoyo de Musaví hasta el final del encuentro.
Otra demostración se celebró en Teherán el 17 de junio alrededor del Parque 7 Tir. El número de participantes osciló entre 70.000 y 500.000.
En la ciudad de Nueva York gran cantidad de manifestantes se reunió en Union Square en apoyo a la democracia.

### 18 de junio
Una masiva concentración tuvo lugar, con los manifestantes portando velas en el centro de Teherán el jueves cerca de la plaza Tupjané, a pesar de que el gobierno iraní hizo su primer movimiento hacia alguna forma de diálogo para calmar la indignación de la población por los resultados evidentemente fraguados de la elección presidencial de la semana anterior, con una invitación del poderoso Consejo de Guardianes a los tres principales aspirantes a reunirse para discutir sus reclamos. Musaví convocó a una nueva manifestación para conmemorar a quienes murieron durante las protestas del lunes. Diferentes informes calcularon la multitud entre "decenas de miles de personas" hasta para "más de 100.000". También una segunda protesta simultánea tuvo lugar cerca de la sede de la ONU con varios centenares de manifestantes.
Informes dan a conocer que han comenzado los esfuerzos de los reformistas para identificar los miembros del Basiŷ (fuerza paramilitar formada por estudiantes voluntarios, fundada por órdenes del ayatola Jomeini) y de la policía que han llevado a cabo la violencia contra los manifestantes. En consecuencia, los miembros del Basiŷ han comenzado a usar pasamontañas para evitar su identificación. Una contra-manifestación fue celebrada por estudiantes de la línea dura que protestaban contra el expresidente Hashemí Rafsanyaní, por su papel en las protestas pro Musaví.

### 19 de junio
El viernes 19 de junio no se produjeron protestas públicas, pero el líder Alí Jamenei se refirió a la protesta anterior, durante su comparecencia en un programa televisión. Según él "los medios de comunicación son de los sionistas, son medios de comunicación del mal", y estarían tratando de dividir el estado y las potencias occidentales ponen en duda la limpieza de la elección. Sin embargo, "hay 40 millones de votos para la revolución, con 24 millones para el presidente elegido"', dijo, confirmando el resultado oficial para el presidente Ahmadineyad, afirmando que esta "es una contienda electoral entre personas partidarias en el estado".
Anunció no estar dispuesto a ceder a "presiones ilegales", diciendo que "el desafío en las calles no es aceptable", y conminó a los manifestantes a realizar sus denuncias a través de los cauces legales. Culpó a los dirigentes de la oposición como "responsables por el derramamiento de sangre y el caos" si no detienen las manifestaciones. El sermón fue interpretado como una "luz verde" a las fuerzas de seguridad a utilizar la violencia para sofocar las protestas.
Parte del discurso lo dedicó a refutar las acusaciones de corrupción contra el expresidente Rafsanjani, que fue acusado de corrupción por el presidente Ahmadineyad y fue llevado ante el Líder Supremo. Rafsanyaní es un político influyente y dirigente de la Asamblea de Expertos que nombra al Líder Supremo. Su apoyo a las manifestaciones pro Musaví no es deseado por todos los manifestantes iraníes llevando a una contra-manifestación el día anterior por parte de los estudiantes de la línea dura (Basiŷ) que protestaban su papel en el movimiento.
Horas después del discurso de Alí Jamenei, el candidato Mehdí Karrubí exigió que el resultado de las elecciones sea cancelado.
El portavoz de Musaví, el cineasta Mohsén Majmalbaf, dijo que "la sede de Musaví fue destruida por agentes de policía vestidos de civil" resultando detenido el personal del mismo, y el mismo Musaví fue llamado por la Guardia Revolucionaria a permanecer en silencio. Majmalbaf dijo que su trabajo era "instar a la gente a tomar las calles, porque Musaví no puede hacerlo directamente".

### 20 de junio
Asesinato de Neda Aga-Soltan.

### 3 de junio de 2010
El fiscal general de Teherán ordena la liberación inmediata de los implicados en los disturbios.